# Gokusen
Gokusen är en mangaserie som handlar om en ung och idealistisk lärare vid namn Yamaguchi Kumiko. Hon känner att hon vill vägleda alla ungdomar in på rätt väg i deras liv. Men den dag hon ska börja med sitt läraryrke på allvar får hon veta att hon ska vara huvudärare för skolans värsta klass: 3D. Eleverna har ett dåligt uppförande och klär sig inte som elever bör, med multifärgat hår och slappa skoluniformer. De har absolut ingen respekt för lärare och alltså inte heller Yamaguchi-sensei, eller Yankumi som de kallar henne. Studenterna försöker reta och mobba henne så att hon ska säga upp sig men hon är stark och kommer alltid igen. 

Ledaren för klassen, Shin Sawada blir dock plötsligt en dag intresserad av Yankumi när han märker att hon inte är som andra lärare.  
Eleverna och lärarna vet inte att Yankumi är fjärde generationens arvtagare till Ooedofamiljen, en yakuzaklan. Yankumis familj som består av hennes morfar och två medhjälpare vill att hon ska ärva titeln Ojou och platsen som ledare för familjen, men de har accepterat att hon hellre vill vara lärare.
Efter att Yankumi ställer upp på alla elever och hjälper dem på olika sätt lyckas hon till slut få deras förtroende och de lär sig att respektera henne.

## Dramaserie
Gokusen har även blivit dramaserie i tre säsonger.

### Säsong 1

#### Rollista
- Nakama Yukie som Yamaguchi Kumiko
- Matsumoto Jun som Sawada Shin
- Namase Katsuhisa som Sawatari Goro
- Utsui Ken som Kuroda Ryuichiro
- Waki Tomohiro som Kumai Teruo
- Oguri Shun som Uchiyama Haruhiko
- Hiroki Narimiya as Takeshi Noda
- Yuma Ishigaki as Youichi Minami
- Jun Kawai (河合潤) as Jun Kechi
- Kouhei Kou (港耕平) as Kouhei Imagawa
- Hiroshi Okabe (岡部紘樹) as Hiroshi Uesugi
- Kamiji Yusuke (上地雄輔) as Yuusuke Ooishi
- Masayuki Izumi (泉政行) as Masayuki Oouchi
- Kouji Kanazawa (金沢浩司) as Kouji Oda
- Ren Matsuzawa (松沢蓮) as Ren Gamou
- Eiki Kitamura (北村栄基) as Eiki Shimazu
- Ryuuji Sainei (載寧龍二) as Ryuuji Senzoku
- Sho Tomita as (冨田翔) Sho Takeda
- Shigeo Tomita (富田樹央) as Shigeo Chikamatsu
- Hitoshi Sasaki (佐々木仁) as Hitoshi Hazama
- Masafumi Hatakenaka (畠中正文) as Masafumi Hattori
- Katsutaka Furuhata (古畑勝隆) as Katsutaka Fujiwara
- Yuuya Nishikawa (西川祐也) as Yuuya Houjou
- Hiromi Nagayama (長山浩巳) as Hiromi Hosokawa
- Ryouji Morimoto (森本亮治) as Ryouji Horibe
- Shingo Yashiro (八代真吾) as Shingo Maeda
- Makoto Onodera (小野寺尊允) as Makoto Matsudaira
- Kenichi Matsuyama (松山研一) as Kenichi Mouri
- Mitsuru Nishitani (西谷有統) as Mitsuru Yagyu